# Långtjärnen (Offerdals socken, Jämtland, 703442-142243)
Långtjärnen är en sjö i Krokoms kommun i Jämtland och ingår i Indalsälvens huvudavrinningsområde.